# Пневмоцистная пневмония
Пневмоцистная пневмония — пневмония, возбудителем которой является дрожжеподобный гриб (ранее ошибочно относившийся к протистам) Pneumocystis jirovecii. Этот паразит является специфичным для человека, случаев заражения других животных данным видом не отмечено. Другие виды пневмоцисты, напротив, не инфицируют человека.
Пневмоцисты обычно выявляются в лёгких здоровых людей, однако вызывает воспалительный процесс только у лиц с иммунодефицитом, то есть пневмоцистная пневмония является оппортунистической инфекцией. Как правило, этот вид пневмонии наблюдается у пациентов со злокачественными опухолями, ВИЧ/СПИД или на фоне приёма иммунодепрессантов.
Ранее считалось, что пневмоцистная пневмония вызывается видом Pneumocystis carinii; по современной терминологии, такое название имеет вид, обнаруживаемый у крыс, хотя оно и продолжает использоваться для именования патогена человека.

## Клиническая картина
Пневмоцистная пневмония — наиболее характерная форма пневмоцистоза (оппортунистического микоза, вызываемого Pneumocystis jirovecii). Она проявляется лихорадкой, непродуктивным кашлем (в связи с высокой вязкостью мокроты), одышкой (особенно при физической нагрузке), снижением массы тела и ночной потливостью. В некоторых случаях отмечается поражение пневмоцистами других внутренних органов (печени, селезёнки, почек). При пневмоцистной пневмонии возможно развитие вторичного пневмоторакса, имеющего типичную клиническую картину.
У больных СПИДом или пациентов, которые получают кортикостероидную или интенсивную иммуносупрессивную терапию, пневмоцистоз выступает как наиболее частый оппортунистический микоз. Так, эту инфекцию обнаруживают у 65 % больных СПИДом (а у больных им при лёгочной патологии возбудитель пневмоцистоза обнаруживают в 90 % случаев); при отсутствии специфического лечения пневмоцистная пневмония становится причиной смерти 70 % больных. На стадии СПИД у пациентов с ВИЧ-инфекцией из лёгких возбудитель диссеминирует в лимфатические узлы, костный мозг, печень, селезёнку, почки, поджелудочную железу, головной мозг и другие органы, поражая их.

### Течение заболевания
Риск развития пневмоцистной пневмонии увеличивается при снижении уровня CD4-клеток ниже 200 на мкл крови. Заболевание поражает интерстициальную ткань лёгких, что проявляется гиперемией и отёчным утолщением альвеолярных перегородок с уменьшением просвета альвеол. Наблюдается повышение уровня ЛДГ, нарушается газовый обмен с развитием гипоксемии и гиперкапнии, проявляющихся одышкой. Выраженная гипоксия при отсутствии адекватного лечения может стать фатальной.

## Диагностика

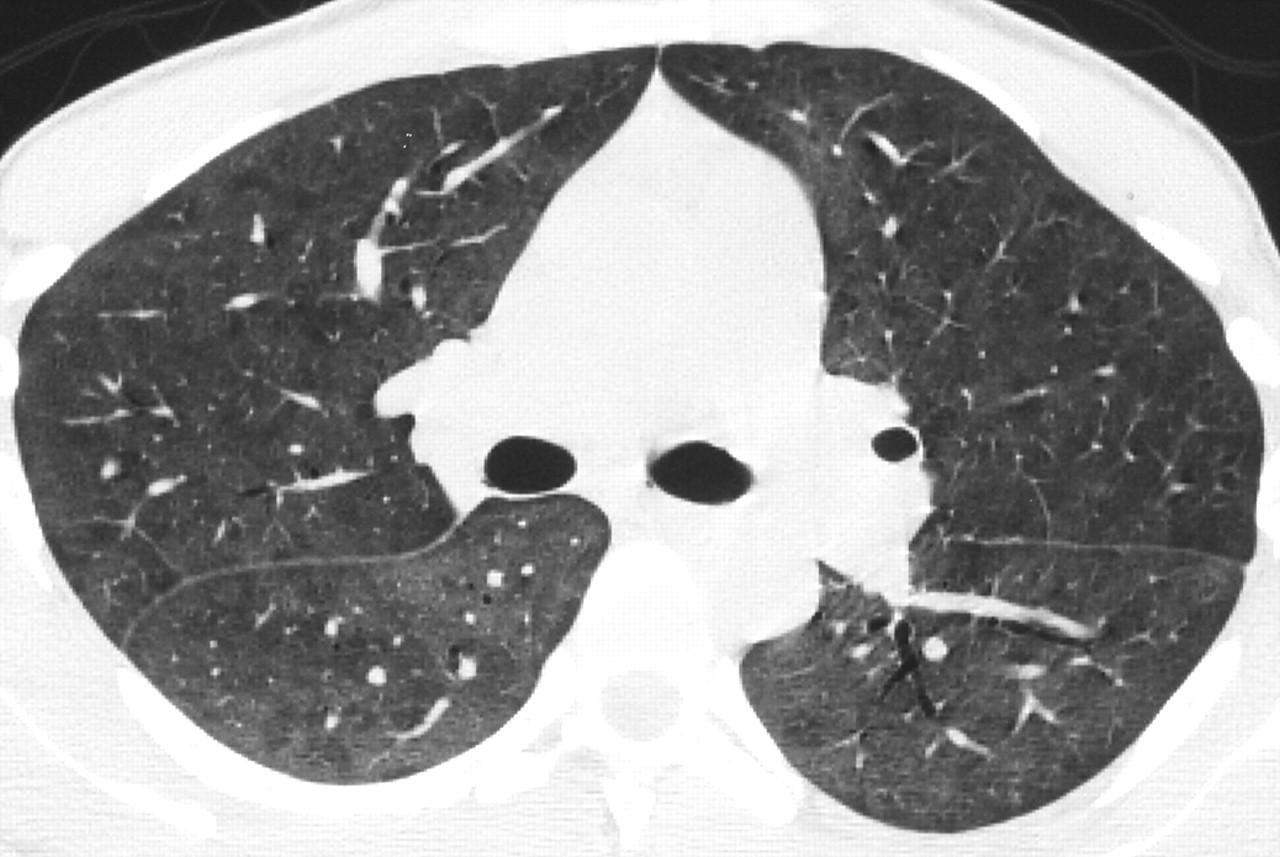
КТ-картина пневмоцистной пневмонии: диффузно-мозаичное «матовое стекло».

Диагноз устанавливается на основании данных рентгенографии и, предпочтительно, компьютерной томографии, демонстрирующей картину диффузных или диффузно-мозаичных зон снижения воздушности лёгочной ткани по типу «матового стекла». На этом фоне оксигенация артериальной крови значительно ниже ожидаемой при наблюдающейся клинической картине. Диагноз подтверждается обнаружением предполагаемого патогена в мокроте или при исследовании бронхоальвеолярного смыва. При микроскопии окрашенного материала обнаруживаются характерные кисты, имеющие вид «раздавленных шариков для пинг-понга». При микроскопии биоптата лёгкого выявляется утолщение альвеолярных перегородок с «пушистым» эозинофильным экссудатом в просвете альвеол.
Пневмоцистная инфекция также может верифицироваться посредством иммунофлуоресцентного или иммуногистохимического исследования, а в последнее время и при помощи полимеразной цепной реакции. Следует учитывать, что обнаружение молекулярного материала Pneumocystis jirovecii в бронхиальном смыве не является доказательством наличия пневмоцистной пневмонии, так как данный микроорганизм может присутствовать у клинически здоровых лиц в популяции.

## Профилактика
Для профилактики пневмоцистной пневмонии у иммунокомпрометированных пациентов применяется ко-тримоксазол или регулярные ингаляции пентамидина. 

## Лечение
В зависимости от возраста пациента и клинической ситуации, возможно применение ко-тримоксазола, пентамидина изотионата, примахина с клиндамицином, дапсона с триметопримом, атоваквона и других схем лечения. Одна из схем лечения предусматривает применение триметоприм-сульфаметоксазола (ко-тримоксазол) — либо перорально по 20 мг/(кг·сут) / 100 мг/(кг·сут) в 4 приёма соответственно, либо внутривенно по 15 мг/(кг·сут) / 75 мг/(кг·сут) в 4 введения соответственно. При лечении отмечается выраженное ухудшение состояния пациента, падающее на первые 3-5 дней после начала противопневмоцистного лечения и связанное с массовой гибелью возбудителей; его купируют кортикостероидными препаратами.